# Natan
Prorok Natan (heb. נתן, grč. Ναθαν, oko 1000. godina pr. Kr.) biblijski je prorok, koji je živio u vrijeme kraljeva Davida i Salomona, jedan od pisaca Prve i Druge knjige o Kraljevima.
On je proglasio Božju kaznu kralju Davidu nakon što je David učinio preljub s Bat-Šebom i naredio ubojstvo njenog supruga Urije Hetita (2 Samuelova 12). Prije toga, prorok Natan prorokovao je kralju Davidu da izgradnja hrama, kojeg su zajedno planirali neće biti završena za njegovog života, ali da će Gospodin blagosloviti Davidove nasljednike (2 Samuelova 0,7).
Kada je Adonija poželio postati kralj, Natan mu se suprotstavio i obavijestio Davida o tome, pa je Salamon proglašen kraljem umjesto Adonije (2 Samuelova 12:25). Natan je sudjelovao kada je veliki svećenik Sadok pomazao Solomona za kralja (1 Kr 1, 38-39). Nakon toga, zajedno s prorokom Gadom uspostavio je službu levita pjevača i glazbenika.
Natanovo ime spominje se u Handelovoj krunidbenoj himni Svećenik Sadok (eng. Zadok the Priest); djelu kojega Handel skladao za krunidbu kralja Velike Britanije i Irske Georga II. Hanoverskog.